# Kolej dużych prędkości w Europie

Mapa linii wysokich prędkości w Europie

Kolej dużych prędkości w Europie – system połączeń kolejowych, na których składy zespolone osiągają prędkość przynajmniej 200 km/h lub więcej, wyposażony w jednolity system sterowania i sygnalizacji ETCS oraz wchodzący w jego skład system zarządzania ruchem ERTMS.
Najdłuższą sieć kolei dużych prędkości w Europie liczącą 3567 km posiada Hiszpania, a drugą co do długości w Europie posiada Francja.

## Historia
Po raz pierwszy uruchomiono kolej dużych prędkości w Europie w 1967 we Francji, łącząc Paryż z Tuluzą z prędkością 200 km/h. Pociąg „Le Capitole” składał się ze zwykłego elektrowozu z klasycznymi wagonami pasażerskimi. Został uznany za historyczny sukces.
W historii europejskiej kolei dużych prędkości przełomem było uruchomienie 27 września 1981 linii TGV Paryż – Lyon (260 km/h). Co prawda pierwszy odcinek linii kolejowej budowanej specjalnie z myślą o rozwijaniu prędkości ponad 200 km/h oddano w 1978 we Włoszech („Direttissima” Rzym – Florencja), ale dopiero sukces handlowy TGV stał się impulsem zachęcającym do inwestowania w koleje dużych prędkości.
Następnym krokiem było uruchomienie przedsięwzięć transgranicznych (Eurostar, Thalys, TGV Lyria), ale o budowie zalążka jednolitej sieci europejskiej można mówić dopiero od chwili rozpoczęcia wdrażania jednolitego europejskiego systemu sterowania ruchem pociągów ETCS i wchodzącego w jego skład systemu sygnalizacji ERTMS.

## Europejskie trasy i operatorzy kolei dużych prędkości

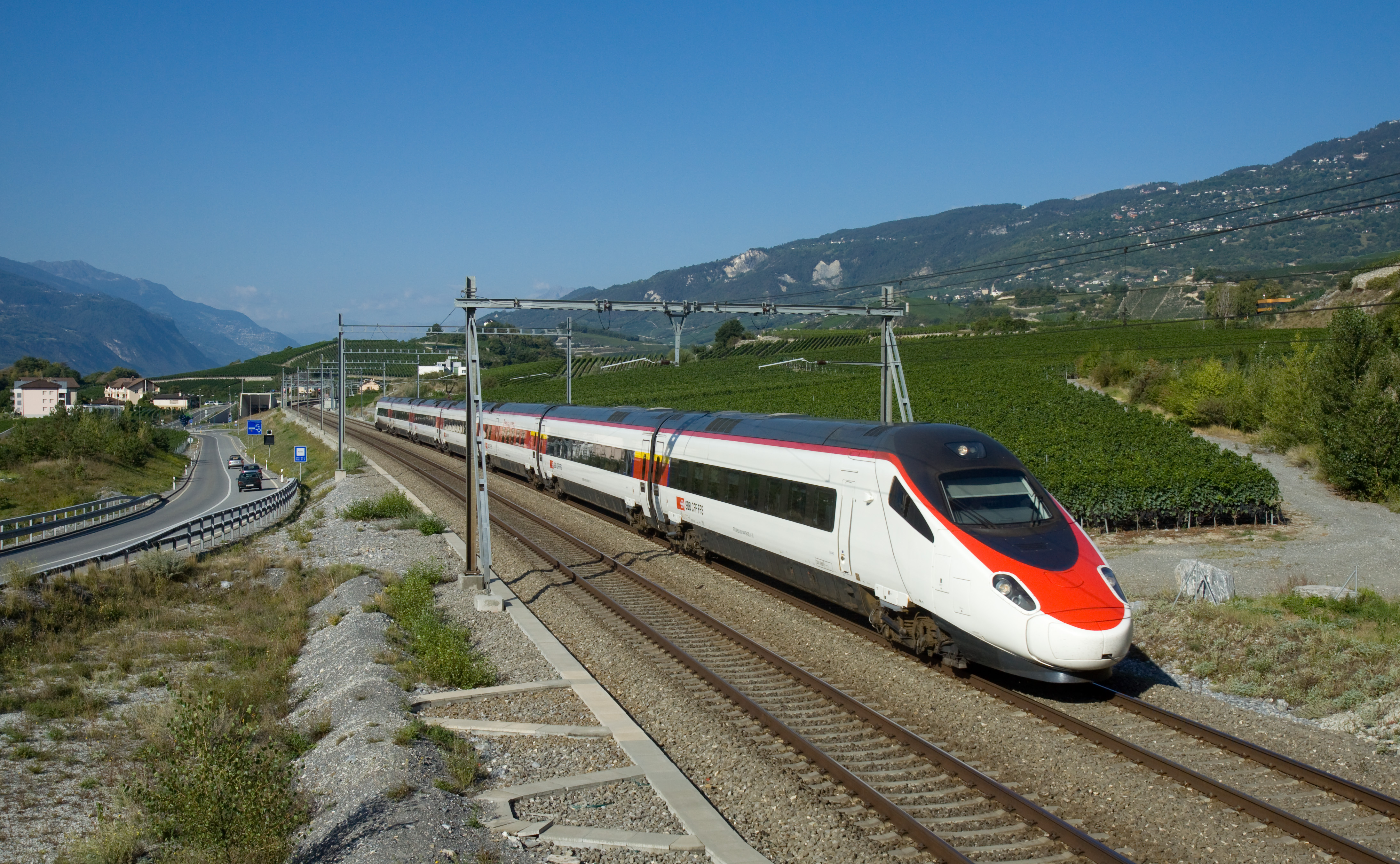
Linia kolei dużych prędkości w Szwajcarii

- Austria – w grudniu 2008 r. narodowy przewoźnik Österreichische Bundesbahnen na trasie Budapeszt ←→ Wiedeń ←→ Monachium uruchomił pod marką Railjet połączenie obsługiwane z prędkością 230 km/godz. przez lokomotywę Siemens EuroSprinter[3]
- Belgia/Francja/Holandia – sieć Thalys
- Francja – sieć TGV jeździ z prędkością 320 km/h[4]
- Francja/Wielka Brytania/Belgia – sieć Eurostar
- Hiszpania – sieć AVE i Renfe
- Niemcy – sieć ICE
- Polska – pociągi Express InterCity Premium jeżdżą z prędkością 200 km/h od 2014 r.
- Portugalia – sieć Alfa Pendular – prędkość wynosi 220 km/h
- Szwajcaria – pociągi jeżdżą z prędkością 230 km/h[5]
- Norwegia, Szwecja, Finlandia – pociągi jeżdżą z prędkościami 210, 200 i 220 km/h[6]
- Turcja – pociągi jeżdżą z prędkością 250 km/h[7]
- Wielka Brytania – trasa West Coast Main Line (WCML) obsługiwana przez Virgin Trains składami Pendolino British Rail Class 390
- Włochy – sieć TAV, na której kursują pociągi Eurostar Italia narodowego przewoźnika TrenItalia, od 2011 r. równolegle przewozy zamierza oferować niezależny operator Nuovo Trasporto Viaggiatori.

## Czechy

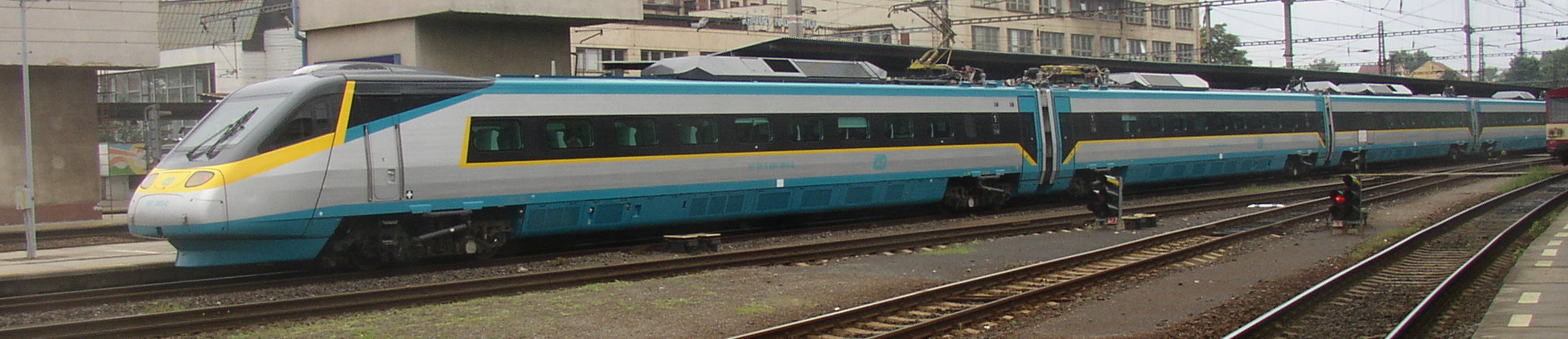
Czeskie Pendolino

Składy Pendolino serii 680 ČD są w stanie osiągać prędkość 230 km/h. Czeskie ministerstwo transportu planuje utworzenie 660 km linii kolejowych o parametrach dużych prędkości. Aktualnie maksymalna prędkość pociągów w Czechach wynosi 160 km/h.

## Chorwacja
Program budowy linii kolei dużych prędkości w tym państwie jest na ukończeniu. Chorwacki parlament zgodził się na finansowanie budowy linii dużych prędkości i utworzenie trasy Botovo – Zagreb – Rijeka z maksymalną prędkością na poziomie 200 km/h. Projekt będzie obejmował modernizację linii Botovo – Zagreb – Josipdol oraz budowę linii między miejscowościami Josipdol i Rijeka.

## Węgry i Serbia
W 2013 roku rządy Węgier, Serbii i Chin podpisały porozumienie, którego konsekwencją jest powstanie połączenia kolejowego między Budapesztem a Belgradem. W 2015 roku podpisano kontrakt wykonawczy. Podmiotem dominującym, w konsorcjum odpowiedzialnym za budowę odcinków po obu stronach granicy, jest China Railway Group. Pociągi pasażerskie mają jeździć z prędkością maksymalną 200 km/h, a towarowe do 120 km/h. Inwestycja ma zostać ukończona w 2018 roku.